# Rue des Fossés (Liège)
Pour les articles homonymes, voir Rue des Fossés.
La rue des Fossés est une rue ancienne de la ville de Liège (Belgique) située dans quartier historique de Sainte-Marguerite et sur la colline de Publémont.

## Odonymie

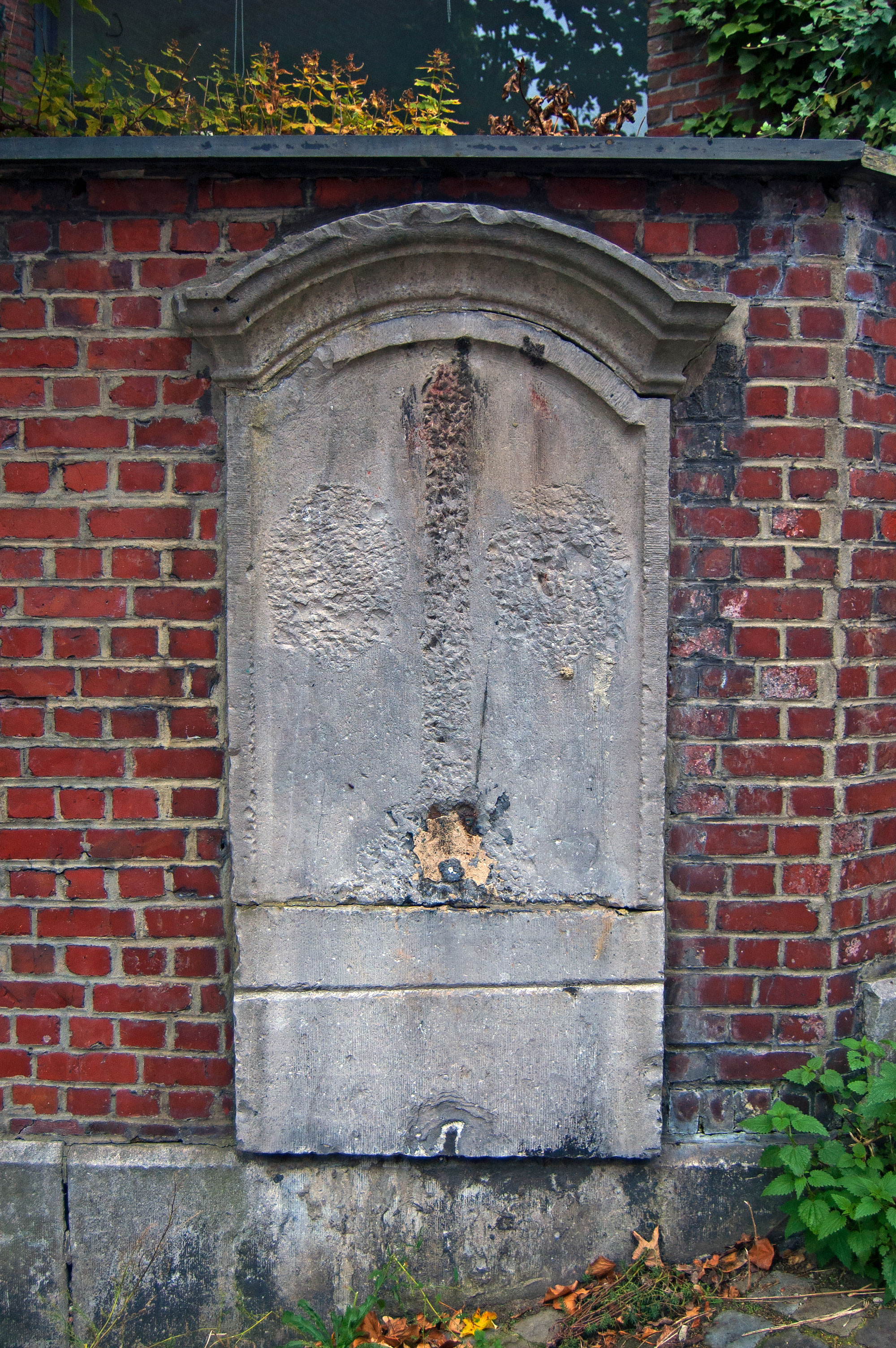
Fontaine dite du boulevard Saint-Martin.

Cette rue fait référence aux anciens fossés qui longeaient extra-muros les remparts de ville érigés au XIIIe siècle. Pendant une centaine de mètres, la rue est parallèle à l'escalier des degrés des Tisserands. Les remparts se dressaient le long de ces degrés.

## Situation et description
Cette voirie pavée pour ses deux tiers supérieurs mesure environ 145 mètres et grimpe la colline de Publémont (côte au pourcentage de 11%) en opérant un léger virage à droite dans le sens de la montée. La rue qui compte une quarantaine de maisons d'habitation relie la rue Saint-Séverin et la rue Sainte-Marguerite qui empruntent vraisemblablement le tracé du ruisseau de la Légia à la rue Publémont qui achève la montée vers la crête de la colline de Publémont. Elle se prolonge au nord par la rue Mississipi située sur le versant opposé.

## Patrimoine
Au-dessus de la rue, au carrefour avec la rue Publémont, on peut voir l'ancienne fontaine dite du boulevard Saint-Martin datant de 1711 et reprise à l'inventaire du patrimoine culturel immobilier de la Wallonie. Elle était décorée de bas-reliefs du Perron de Liège flanqué par deux armoiries qui furent martelés lors de la révolution liégeoise. Elle n'est pas à son emplacement d'origine et son bac a été brisé en 1940.

## Activités
La mosquée El Mousslimines se situe au no 6. 

## Voies adjacentes
- Rue Mississipi
- Rue Sainte-Marguerite
- Rue Saint-Séverin
- Rue Publémont